# Блејн Скали
Блејн Скали (енгл. Blaine Scully; 29. фебруар 1988) професионални је рагбиста и амерички репрезентативац, који тренутно игра за Кардиф Блуз. Висок 191 цм, тежак 93 кг, Скали је пре Кардифа играо за најтрофејнији енглески клуб Лестер Тајгерс. За репрезентацију САД је до сада одиграо 29 тест мечева и постигао 35 поена.